# Die Klasse von 1984
Die Klasse von 1984 (Originaltitel: Class of 1984) ist ein kanadischer Thriller aus dem Jahr 1982, der von Mark L. Lester inszeniert wurde.

## Handlung
An der neuen Schule des Musiklehrers Andrew Norris herrschen raue Sitten: Peter Stegman, der Anführer einer Gang von Punkern, und deren Mitglieder terrorisieren Schüler und Lehrer und treiben ungestraft kriminelle Geschäfte wie Drogenhandel und Prostitution. Als ein Schüler nach der Einnahme von Kokain auf einen Fahnenmast klettert und zu Tode stürzt, entschließt sich Norris, der Gang Einhalt zu gebieten. Er gerät ins Visier der Jugendlichen und die Ereignisse überschlagen sich: sein Kollege Terry kommt bei einem Attentat auf die Gang ums Leben und Norris’ Frau wird vergewaltigt. Norris entschließt sich, Rache zu nehmen.
Es kommt zu einer finalen Auseinandersetzung. Norris tötet nach und nach die jugendlichen Bandenmitglieder. Auf dem Dach des Schulgebäudes stehen sich im Showdown des Films Norris und Stegman gegenüber. Stegman wird von Norris schwer verprügelt, stürzt durch das Dach des Gebäudes und kommt dabei um. Der Film endet damit, dass Norris und seine Frau erschöpft zusammenbrechen. Aus Mangel an Beweisen kommt es nicht zur Verurteilung von Norris.

## Produktion und Veröffentlichung
Der Titelsong „I am the Future“ wurde von Alice Cooper gesungen.
In der Szene im Club spielt die kanadische Band Teenage Head. Die vielen Punks dort waren echte Punks. Die Massenprügelei war so nicht geplant. Eigentlich sollten die Schauspieler nur an der Bühne stehen und mitfeiern, bis die Situation aus ungeklärten Gründen eskalierte.
Der Film wurde kurz nach seiner Veröffentlichung indiziert. Die Indizierung wurde im Dezember 2016 aufgehoben.

## Kritik
Das Lexikon des internationalen Films urteilte: „Der zynische Film, bar jeglichen moralischen Anspruchs, versucht seine Botschaft, daß auf Mord und Terror nur mit Terror und Mord geantwortet werden könne, auf besonders perfide Weise zu vermitteln.“

## Trivia
In der Zurück-in-die Zukunft-Trilogie wird durch einen Aufdruck auf einem Pullover von Michael J. Fox, der auch in diesem Film mitgewirkt hat, auf ihn verwiesen.

## Fortsetzungen
1990 inszenierte Regisseur Lester auch die Fortsetzung  Die Klasse von 1999. 1994 folgte unter der Regie von Spiro Razatos mit Class of 1999 Part 2 eine zweite Fortsetzung, die direkt für den Videomarkt produziert wurde.